# Manfredo del Vasto
Manfredo del Vasto, detto anche Manfredi del Vasto o Manfredi di Mazzarino (Sicilia, ante 1143 – Sicilia, 1193), fu barone di Mongiolino, conte di Butera, di Paternò e di Mazzarino. Figlio di Simone del Vasto e nipote di Enrico del Vasto e di Adelaide del Vasto, moglie del Gran Conte Ruggero, alla morte del padre, divenne il capo degli Aleramici di Sicilia e il conte dei Lombardi di Sicilia.

## Biografia
Manfredo (o Manfredi) fu figlio di Simone del Vasto e nipote di Enrico del Vasto e di Adelaide del Vasto, moglie del Gran Conte Ruggero. Appartenne quindi al ramo degli Aleramici scesi in Sicilia con la conquista normanna dell'isola.
Manfredo prese in moglie Beatrice, figlia di Oddone de Arcadio (o di Arcadio). Secondo il Mugnos, Manfredo ebbe un figlio, Giovanni, che ne ereditò i feudi e per primo fu chiamato di cognome Mazzarino dal nome del possesso, considerabile così il capostipite dell'omonima famiglia. Come riporta Vito Amico Giovanni si ribellò a re Giacomo II di Aragona che lo privò di tutti i suoi beni, e morì annegato nel 1286 insieme a Gualtieri di Caltagirone, mentre il possedimento di Mazzarino passò nel 1288 al messinese Vitale di Villanova.